# Миронюк Алла Миколаївна
А́лла Микола́ївна Мироню́к — українська фехтувальниця та тренерка. Майстер спорту України міжнародного класу; заслужений тренер України.

## З життєпису
Займалася в ДЮСШ «Армієць».
Виграла дві бронзові медалі на Чемпіонаті світу з фехтування в 1993 і 1998 роках і срібну медаль на Чемпіонаті Європи з фехтування 1998 року.
Прапорщиця ЗСУ; тренерка-викладачка з фехтування. Серед вихованців — Вікторія Горпенченко; Ольга Сопіт та Андрій Черкашин.

## Родина
- Донька — Дарія Миронюк (нар. 7 жовтня 2001) — українська фехтувальниця на рапірах, срібна призерка чемпіонату Європи, чемпіонка Європи серед молоді.
- Чоловік — Володимир Миронюк — тренер з фехтування на рапірах, заслужений тренер України.